# Naranjas y limones (Julio Romero de Torres)
Naranjas y limones es un cuadro realizado en 1927 por el pintor español Julio Romero de Torres. Sus dimensiones son de 104 × 74,5 cm.

## Descripción
Esta obra mezcla, en parte a modo de bodegón, unas naranjas con unos limones representados simbólicamente por los senos de una joven que se encuentra en el patio de la casa familiar del artista. A las naturalezas muertas clásicas el artista opone una disposición atrevida donde mezcla bodegón y figura humana, con una joven con el torso desnudo sosteniendo unas naranjas contra su pecho. La pieza rebosa sensualidad y erotismo, resultando provocativa para los círculos más conservadores de la sociedad del momento.
Se expone en el Museo Julio Romero de Torres, Córdoba.